# عبد المنعم القشيري
أبو المظفر عبد المنعم بن أبي القاسم عبد الكريم بن هوازن القشيري النيسابوري فقيه ومحدث.
ولد سنة 445 هـ. سمع مسند أبي يعلى من أبي سعد محمد بن عبد الرحمن الكنجروذي، وسمع مسند أبي عوانة من والده، وسمع من أبي عثمان سعيد بن محمد البحيري، والحافظ أبو بكر البيهقي، والحسن بن محمد الدربندي، وأحمد بن منصور بن خلف المغربي، وبمكة من أبي علي الشافعي، وسعد بن علي الزنجاني، وببغداد من أبي الحسين بن النقور، وعبد العزيز بن علي الأنماطي، وأبي القاسم يوسف المهرواني، وحدث ببغداد وغيرها. حدث عنه: عبد الوهاب الأنماطي، وأبو الفتح بن عبد السلام، وأبو سعد السمعاني، وابن عساكر، وعبد الرحيم بن أبي القاسم الشعري، وأخته زينب الشعرية وآخرون.
قال السمعاني: «شيخ ظريف، مستور الحال، سليم الجانب، غير مداخل للأمور، رباه أخوه أبو نصر وحج معه، وخرج ثانيا فأقام ببغداد، ومضى إلى كرمان، سمعت منه مسند أبي عوانة، وأحاديث السراج، مجلدة، والرسالة لأبيه، وكان حسن الإصغاء لما يقرأ عليه، كان ابن عساكر يفضله في ذلك على الفراوي». وقال عبد الغافر: «خرج له أخوه أبو نصر فوائد». قال ابن النجار: «لزم البيت، واشتغل بالعبادة، وكتابة المصاحف، وكان لطيف المعاشرة، ظريفا كريما، خرج له أخوه فوائد عشرة أجزاء، مات بين العيدين سنة اثنتين وثلاثين وخمسمائة رحمه الله ».

## وفاته
توفي القشيري سنة 532 هـ.